# Ichneumon triangulator
Ichneumon triangulator là một loài tò vò trong họ Ichneumonidae.